# الکساندر گائوک
الکساندر واسیلیوویچ گائوک (روسی: Алекса́ндр Васи́льевич Га́ук؛ ۱۵ اوت ۱۸۹۳ – ۳۰ مارس ۱۹۶۳) یک رهبر ارکستر، آهنگساز و مدرس موسیقی اهل اتحاد جماهیر شوروی بود.
او از سال ۱۹۳۰ تا ۱۹۳۴، رهبر ارکستر اصلیِ «ارکستر فیلارمونیک لنینگراد» بود و بابت فعالیت‌هایش، برندهٔ جایزهٔ هنرمند مردمی جمهوری شوروی فدراتیو سوسیالیستی روسیه شد.